# Palacio Donà dalle Rose
El palacio Donà dalle Rose es un edificio histórico italiano del siglo XVII situado en el sestiere o barrio de Cannaregio de Venecia, en la Fondamenta Nueva. 

## Historia
Con la intención de construir un edificio que sirviera de vivienda familiar, el 14 de octubre de 1609, el dux Leonardo Donà adquirió un terreno en la "Fondamenta Nueva", haciendo esquina con "rio de los Jesuitas", propiedad de Giacomo Nani, yerno de su hermano Nicolò. El motivo de tal elección se debió a que Nicolò pensaba que el solar en la "Fondamenta Nueva", que podría haber comprado, no le interesaba porque estaba alejado del centro de la ciudad, pues él prefería el Gran canal, de mayor prestigio.
De manera que lo adquirió Leonardo. El edificio se comenzó a construir el 24 de marzo de 1610, al parecer, según Marco Foscarini, a partir de una idea de Paolo Sarpi. El maestro de obras fue Francesco de Piero, vinculado a la procuradoría de San Marcos y conocido de Donà, al menos  desde 1594.  El 15 de octubre de 1611 finalizaba la construcción del palacio.

## Descripción
La fachada presenta zócalos y cornisas en piedra de Istria en forma de almohadillado liso. La entrada principal se encuentra orientada al norte, en la "Fondamenta Nueva", a través de una puerta de arco apuntado. Al oeste, en el "rio de los Jesuitas", se encuentra el portón al nivel del agua, también de arco apuntado, y la dársena. La fachada este se encuentra delimitada por el muro que resguarda el jardín. El interior posee, en la planta baja, un amplio vestíbulo desde donde parten, a ambos lados, las escaleras que conducen al entresuelo y a la planta principal, caracterizada por su amplio salón-distribuidor. La última planta estaba destinada al alojamiento del servicio.